# Blazjenstva
Blazjenstva (zaligsprekingen) is een compositie van de Rus Aleksandr Knajfel. Het werk is geschreven voor solisten, koor en orkest en is opgedragen aan zijn voormalige cellodocent Mstislav Rostropovitsj, voor zijn zeventigste verjaardag.
Blazjenstva is een soort toonzetting van de Bergrede uit het Evangelie naar Matteüs, Mt 5, verzen 3-12, de zaligsprekingen, een tekst die volgens de componist geheel op het lijf geschreven was van Rostropovitsj.

## Muziek
Het eendelige werk is geschreven voor de eerdergenoemde combinatie, doch nooit zijn alle stemmen tegelijkertijd te horen. De muziek is uiterst zacht, dynamiek ontbreekt en soms ontbreekt ook muziek. Er zijn lange generale pauzes in dit werk, die voor een ongemakkelijk gevoel (moeten) zorgen bij uitvoerders en toehoorders. De orkestratie is daarbij zo ingericht, dat de cellist, pianist en dirigent dezelfde kunnen zijn; Rostropovitsj was zowel cellist, pianist en dirigent, vandaar. Het werk begint met een zeer lange en trage inleiding van de piano, alwaar de solisten zich op een gegeven moment bijvoegen. Het werk is al halverwege, als het koor mag intreden. Geen uitbundige zang, maar haast ijle, hypnotiserende zang.

### Orkestratie
- sopraan, bas
- solo cello
- piano
- violen, altviolen, celli, contrabassen.

### Tekst
- 3 Gelukkig wie nederig van hart zijn, want voor hen is het koninkrijk van de hemel.
- 4 Gelukkig de treurenden, want zij zullen getroost worden.
- 5 Gelukkig de zachtmoedigen, want zij zullen het land bezitten.
- 6 Gelukkig wie hongeren en dorsten naar gerechtigheid, want zij zullen verzadigd worden.
- 7 Gelukkig de barmhartigen, want zij zullen barmhartigheid ondervinden.
- 8 Gelukkig wie zuiver van hart zijn, want zij zullen God zien.
- 9 Gelukkig de vredestichters, want zij zullen kinderen van God genoemd worden.
- 10 Gelukkig wie vanwege de gerechtigheid vervolgd worden, want voor hen is het koninkrijk van de hemel.
- 11 Gelukkig zijn jullie wanneer ze je omwille van mij uitschelden, vervolgen en van allerlei kwaad betichten.
- 12 Verheug je en juich, want je zult rijkelijk worden beloond in de hemel; zo immers vervolgden ze vóór jullie de profeten.

De meningen over dit soort muziek zijn verdeeld; liefhebbers van de muziek vinden het prachtig; anderen schrijven het af als edelkitsch.

## Discografie
- ECM Records: Tatjana Melentieva (sopraan), Pjotr Migoenov (bas), Ivan Monighetti (cellist, pianist, dirigent), Staats Hermitage Orkest, Lege Artis Koor; de opnamen zijn gemaakt in de Lutherse Kerk van Sint-Catharina te Sint-Petersburg in maart 2006. De componist was aanwezig bij de opnamen (hij woont in Sint-Petersburg); wetenswaardigheden: Melentieva is de vrouw van Knajfel; Monighetti was laatste leerling van Rostropovitsj. Het platenlabel raadde aan de muziek met hoofdtelefoon af te luisteren.

## bron
- de compact disc van ECM Records
- Sikorski Verlag
- De Nieuwe Bijbelvertaling op internet; de componist gebruikt de Russische versie uit 1989.